# Paul Heer
Paul Heer (* 27. Juni 1908 in Laudenbach; † 21. September 1988 in Linz) war ein deutsch-österreichischer Orgelbauer.

## Leben
Paul Heer erhielt seine Ausbildung bei der Firma Laukhuff in Weikersheim. Nachdem er in verschiedenen Orgelbaufirmen gearbeitet hatte (u. a. Gebrüder Späth in Ennetach, Albert Moser und Ludwig Eisenschmid in München), kam er 1944 nach Linz. Dort heiratete er Paula Straßmayr und war Mitarbeiter in der Orgelbauanstalt der Gebrüder Mauracher. 1955 gründete Heer einen eigenen Betrieb im Linzer Stadtteil Kleinmünchen. Mit drei bis vier Mitarbeitern, unter denen ab 1959 auch seine Tochter Magdalena Heer war, führte er Reparaturen, Renovierungen und Umbauten an Orgeln in ganz Oberösterreich und im angrenzenden Niederösterreich aus. 1972 wurde der Betrieb stillgelegt. Paul Heer starb 1988 in seiner Wahlheimat Linz.
Der Orgelbauer Erich Hartenthaler ist ein Enkel des Schwiegervaters von Paul Heer.

## Umbauten (Auswahl)
| Jahr      | Ort                          | Gebäude                        | Ursprünglicher Erbauer  | Manuale | Register | Bild | Bemerkungen                         |
| --------- | ---------------------------- | ------------------------------ | ----------------------- | ------- | -------- | ---- | ----------------------------------- |
| 1956      | Linz                         | Pfarrkirche St. Magdalena      | Anton Hanel 1880        | II/P    | 11       |      | erhalten in der Pfarrkirche Dietach |
| 1958      | Waizenkirchen                | Pfarrkirche Hl. Peter und Paul | Josef Breinbauer 1851   | II/P    | 20       |      |                                     |
| 1957/1959 | Goldwörth                    | Pfarrkirche Hl. Alban          | Matthäus Höfer 1834     | II/P    | 10       |      |                                     |
| 1960      | Mehrnbach                    | Pfarrkirche Hl. Martin         |                         | II/P    | 11       |      | teilweise erhalten, stillgelegt     |
| 1961      | Ranshofen                    | Pfarrkirche Hl. Pankraz        |                         | II/P    | 17       |      |                                     |
| 1961      | Zeillern                     | Pfarrkirche Hl. Jakobus d. Ä.  | Johann Lachmayr 1906    | II/P    | 10       |      | Gehäuse erhalten                    |
| 1962      | Ried im Traunkreis           | Pfarrkirche Hl. Nikolaus       | Johann Lachmayr 1880    | II/P    | 13       |      | erhalten                            |
| 1963      | Hirschbach im Mühlkreis      | Pfarrkirche Mariä Himmelfahrt  | Ludwig Mayrhofer 1927   | II/P    | 15       |      | teilweise erhalten, stillgelegt     |
| 1964      | Lohnsburg am Kobernaußerwald | Pfarrkirche Hl. Nikolaus       | Albert Mauracher 1895   | II/P    | 12       |      | erhalten                            |
| 1966      | Andrichsfurt                 | Pfarrkirche Hl. Dreifaltigkeit | Josef Steininger 1914   | I/P     | 10       |      |                                     |
| 1966      | Leonding                     | Stadtpfarrkirche Hl. Michael   | Leopold Breinbauer 1890 | II/P    | 12       |      | erhalten                            |
| 1966/69   | Wartberg an der Krems        | Pfarrkirche Hl. Kilian         | Leopold Breinbauer 1906 | II/P    | 15       |      |                                     |
| 1968      | Altmünster                   | Pfarrkirche Hl. Benedikt       | Leopold Breinbauer 1910 | II/P    | 16       |      | erhalten                            |
| 1968      | Kirchheim im Innkreis        | Pfarrkirche Hl. Nikolaus       | Josef Mauracher 1887    | II/P    | 9        |      |                                     |
| nach 1970 | Gremmelsbach                 | Pfarrkirche Hl. Josef          |                         |         |          |      |                                     |